# Liga Nacional de Baloncesto Profesional de México 2000
La Temporada 2000 de la LNBP fue la primera edición de la Liga Nacional de Baloncesto Profesional de México, la cual se fundó el 11 de marzo de 2000 en la ciudad de Durango, Durango, México con 11 equipos.

## Campeón de Liga
El Campeonato de la LNBP lo obtuvieron los Correcaminos UAT Tampico, los cuales derrotaron en la Serie Final a los Correcaminos UAT Victoria por 4 juegos a 2, coronándose el equipo tampiqueño en calidad de local en el Gimnasio Multidisciplinario Campus Tampico de Tampico, Tamaulipas.

## Equipos participantes
| Liga Nacional de Baloncesto Profesional de México 2000 |                             |
| Equipo                                                 | Sede                        |
| Algodoneros de La Laguna                               | Torreón, Coahuila           |
| Correcaminos UAT Matamoros                             | Matamoros, Tamaulipas       |
| Correcaminos UAT Reynosa                               | Reynosa, Tamaulipas         |
| Correcaminos UAT Tampico                               | Tampico, Tamaulipas         |
| Correcaminos UAT Victoria                              | Ciudad Victoria, Tamaulipas |
| Dorados de Chihuahua                                   | Chihuahua, Chihuahua        |
| Garzas de Plata de la UAEH                             | Pachuca, Hidalgo            |
| Indios de la UACJ                                      | Ciudad Juárez, Chihuahua    |
| Ola Roja del Distrito Federal                          | México, D. F.               |
| Osos de Saltillo                                       | Saltillo, Coahuila          |
| Vaqueros de Agua Prieta                                | Agua Prieta, Sonora         |

## Clasificación Final
Standing Final.
|    | Equipo                        | G  | P  |
| -- | ----------------------------- | -- | -- |
| 1  | Osos de Saltillo              | 30 | 10 |
| 2  | Indios de la UACJ             | 26 | 14 |
| 3  | Correcaminos UAT Tampico      | 26 | 14 |
| 4  | Correcaminos UAT Matamoros    | 26 | 14 |
| 5  | Correcaminos UAT Victoria     | 25 | 15 |
| 6  | Vaqueros de Agua Prieta       | 22 | 18 |
| 7  | Algodoneros de La Laguna      | 18 | 22 |
| 8  | Dorados de Chihuahua          | 17 | 23 |
| 9  | Correcaminos UAT Reynosa      | 13 | 27 |
| 10 | Ola Roja del Distrito Federal | 10 | 30 |
| 11 | Garzas de Plata de la UAEH    | 7  | 33 |